# Шадура, Юрий Дмитриевич
Ю́рий Дми́триевич Шаду́ра (9 февраля 1961 — 25 декабря 1999) — советский и российский военнослужащий, начальник полковой разведки 276-го мотострелкового полка 34-й мотострелковой Симферопольской Краснознамённой, ордена Суворова дивизии имени Серго Орджоникидзе Уральского военного округа, подполковник.
Участник первой и второй чеченских войн, Герой Российской Федерации (2000, посмертно).

## Биография
Юрий Шадура родился 9 февраля 1961 года в городе Коростень Житомирской области. По национальности — украинец. После окончания школы поступил в военное училище. В 1982 году окончил Омское высшее общевойсковое командное училище и был направлен для прохождения службы в город Свердловск (ныне Екатеринбург). Став офицером, он прошел путь от командира взвода до начальника разведки мотострелкового полка.
В 1990-е годы Шадура служил в Уральском военном округе, в городе Чебаркуль Челябинской области. Принимал участие в боевых действиях на Северном Кавказе. Отличился уже в первой командировке, будучи направлен в Чечню. Под Гудермесом с группой разведчиков обнаружил артиллерийскую установку и опорный пункт боевиков, которые затем были уничтожены прицельным огнём артиллерии федеральных войск. За участие в этой успешной операции Шадура был награждён орденом «За военные заслуги».
Осенью 1999 года он был назначен начальником разведки полка, направляемого в Чечню. Это была третья командировка подполковника Шадуры. В одном из разведвыходов группа нарвалась на засаду боевиков. Но разведчикам удалось уйти из-под огня практически без потерь, а командир вынес на себе раненого авианаводчика. За смелые вылазки, добытые в наисложнейших условиях ценные разведданные Юрий Шадура был награждён орденом Мужества.
25 декабря 1999 года начальник разведки полка подполковник Юрий Шадура с разведгруппой выполнял задание в Старопромысловском районе Грозного. Попав под интенсивный обстрел боевиков, группа Шадуры вступила в бой, в ходе которого сам Юрий Дмитриевич был ранен. В связи с тем, что противник многократно превосходил разведгруппу по численности, подполковник Шадура принял решение отойти и лично прикрывая отход группы, погиб. Лишь спустя двое суток, подразделениям полка удалось захватить высоту и вынести тело своего командира.
Юрий Шадура был похоронен 8 января 2000 года на своей родине, в городе Коростень Житомирской области.
Указом Президента Российской Федерации от 13 апреля 2000 года за мужество и героизм, проявленные при выполнении специального задания, подполковнику Юрию Дмитриевичу Шадурe посмертно было присвоено звание Героя Российской Федерации.

## Семья
- Сын Александр Шадура — курсант Военного университета, дочь Елена Шадура (р. 1994) — воспитанница Пансиона воспитанниц Министерства обороны[5][6]

## Награды
- Герой Российской Федерации (13 апреля 2000 года, посмертно)[7]
- орден Мужества
- орден «За военные заслуги»
- медаль «За отличие в воинской службе» II степени
- другие медали

## Память
- 27 июля 2000 года медаль «Золотая Звезда» была передана на хранение вдове Юрия Шадуры.
- Имя Героя России Юрия Шадуры увековечено на мемориале 324-го мотострелкового полка в Чебаркульском гарнизоне[8].
- В 2008 году, в городе Чебаркуле на доме, в котором жил Герой, установлена мемориальная доска[9][10].